# Delta Pavonidi
Delta Pavonidi so meteorji iz vsakoletnega meteorskega roja.

Radiant Delta Pavonidov leži v ozvezdju Pava (Pav) (Pavo), ki je blizu zvezde δ Pavonis (blizu južnega nebesnega pola). Delta Pavonidi se pojavljajo od 11. marca do 16. aprila, svoj vrhunec pa dosežejo 29. marca.

## Zgodovina[1]
Odkritje Delta Pavonidov pripada M. Buhagiarju iz Avstralije. V obdobju od 1969 do 1980 je opazil ta roj šestkrat. Število meteorjev na uro je bilo spremenljivo, vendar ni preseglo števila 10. Pri poznejših opazovanjih je bila zenitna urna frekvenca največja leta 1987, ko je dosegla vrednost 7,3. Meteorski roj je še slabo raziskan.

## Opazovanje
Delta Pavonidi so hitri meteorji, imajo modrobelo bravo in so pogosto precej svetli. Radiant je visoko, da jih  lahko opazujemo od polnoči do jutra. Vidijo se samo na južni polobli